# Walter Schulz (Fußballspieler, 1925)
Walter Schulz (* 13. März 1925 in Bernau) ist ein ehemaliger deutscher Fußballspieler, der von 1950 bis 1952 in der Oberliga des Deutschen Sportausschusses der DDR Erstligafußball betrieb.

## Sportliche Laufbahn
Nach seiner Entlassung aus der Kriegsgefangenschaft trat Schulz dem Ost-Berliner Verein VfB Pankow bei. Sein erstes Spiel bestritt er in der DS-Oberliga am 3. September 1950. In der Vorsaison hatte der VfB in der Gesamtberliner Stadtliga gespielt, musste danach aber in die Oberliga wechseln, weil die DDR-Führung das für die Stadtliga neu eingeführte Vertragsspielersystem für die Ost-Berliner Fußballmannschaften nicht akzeptierte. Die Oberliga war die höchste Spielklasse im DDR-Fußball. Walter Schulz war Stammspieler in der VfB-Mannschaft und kam in der Saison auf insgesamt 31 Oberligaspiele, aber zu keinem Torerfolg. Mehrere VfB-Spieler hatten den Wechsel in die DS-Oberliga nicht mitgemacht, sodass die Mannschaft für die Saison 1950/51 völlig neu zusammengestellt werden musste. Diese erwies sich nicht erstligatauglich und musste am Saisonende als Tabellenletzter aus der Oberliga absteigen.
Nach dem Abstieg des VfB wäre in der DS-Oberliga mit Motor Oberschöneweide nur noch eine Ost-Berliner Mannschaft vertreten gewesen. Da dies nicht der sportlichen Bedeutung der „Hauptstadt der DDR“ entsprach, sorgte die DDR-Führung für eine zweite Mannschaft aus Ost-Berlin in der Oberliga. Zu diesem Zweck wurde bei der Betriebssportgemeinschaft (BSG) Einheit Pankow eine Sektion Fußball neu eingerichtet. Diese sollte die abgestiegenen VfB-Spieler übernehmen, doch nur etwa die Hälfte der bisherigen Stammbesetzung war dazu bereit. Zu den Wechselwilligen gehörte Walter Schulz, der nun in einer Mannschaft mit über zehn Neulingen spielen musste. Er wurde in allen 36 Punktspielen von Trainer Kurt Vorkauf eingesetzt und hatte seinen Stammplatz als zentraler Abwehrspieler (damals als Mittelläufer oder „Stopper“ bezeichnet). Außerdem gehörte er zum erweiterten Kreis der sogenannten Kernmannschaft, die zur Vorbereitung auf die ersten Spiele der DDR-Nationalmannschaft gebildet worden war. Wie dem VfB gelang es auch der BSG Einheit nicht, den Klassenerhalt zu sichern; sie landete ebenfalls auf dem letzten Platz der Oberliga. Überraschend erreichten die Pankower aber das Endspiel um den DDR-Fußballpokal. Sie waren zwar im Halbfinale von Lok Stendal mit 1:0 besiegt worden, die Stendaler wurden danach aber wegen des Mitwirkens eines nicht spielberechtigten Akteurs disqualifiziert worden. Im Finale am 14. September 1952 gegen den Vizemeister SG Volkspolizei Dresden unterlag Einheit Pankow chancenlos mit 0:3, Walter Schulz war als linker Mittelfeldspieler dabei.
In der zweitklassigen DDR-Liga spielte Schulz noch bis 1954 für Einheit Pankow. Nachdem die Pankower nach der Saison 1953/54 in die Ost-Berliner Bezirksliga abgestiegen waren, wurde deren Sektion Fußball von der BSG Lok Lichtenberg übernommen, bei der Schulz weiter als Spielertrainer aktiv war. 1957 stieg er mit seiner Mannschaft in die 1955 als neue dritte Spielklasse gegründete II. DDR-Liga auf, beendete danach aber seine aktive Laufbahn.

## Auszeichnungen
Ende Januar 1954 nahm Schulz in Leipzig vom Stellvertreter des Ministerpräsidenten der DDR, Walter Ulbricht, die staatliche Auszeichnung Meister des Sports entgegen und war somit einer von neun Fußballspielern, die an jenem Tag diese Ehrung erhielten.